# Marián Zouhar
Márian Zouhar (* 18. dubna 1973 Trenčín) je slovenský lingvista, filozof a vysokoškolský učitel, od roku 2019 děkan Filozofické fakulty Univerzity Komenského v Bratislavě (FIF UK).   
Po maturitě studoval v letech 1991 až 1996 filozofii na Filozofické fakultě Univerzity Komenského v Bratislavě, posléze v letech 1996 až 2000 absolvoval doktorské studium na Filozofickém ústavu Slovenské akademie věd a v dubnu 2000 tak získal doktorský titul. V roce 2006 se habilitoval, obdržel cenu Mateja Bela za překlad a stal se členem Slovenského filozofického sdružení (v říjnu 2006 navíc začal působit jako jeho 1. místopředseda). V roce 2012 byl jmenován profesorem na Filozofické fakultě Univerzity Palackého. Od roku 1996 profesně působí konkrétně na Katedře logiky a metodologie FIF UK a ve své odborné činnosti se zaměřuje na témata analytické filozofie, filozofie jazyka a na logiku.
V květnu 2019 byl zvolen děkanem Filozofické fakulty Univerzity Komenského, když jako jediný kandidát na funkci děkana získal 25 z 26 hlasů od členů akademického senátu fakulty. Funkce se ujal 7. května 2019. V roce 2023 média psala v souvislosti s jeho rozhodnutími o personálních sporech na fakultě.